# Жировський Врх Светега Урбана
Жировський Врх Светега Урбана (словен. Žirovski Vrh Svetega Urbana) — поселення в общині Гореня вас-Поляне, Горенський регіон, Словенія. Висота над рівнем моря: 875,5 м.